# Рьёказе
Рьёказе́ (фр. Rieucazé, окс. Riucasèr) — коммуна во Франции, находится в регионе Юг — Пиренеи. Департамент — Верхняя Гаронна. Входит в состав кантона Сен-Годенс. Округ коммуны — Сен-Годенс.
Код INSEE коммуны — 31452.

## География

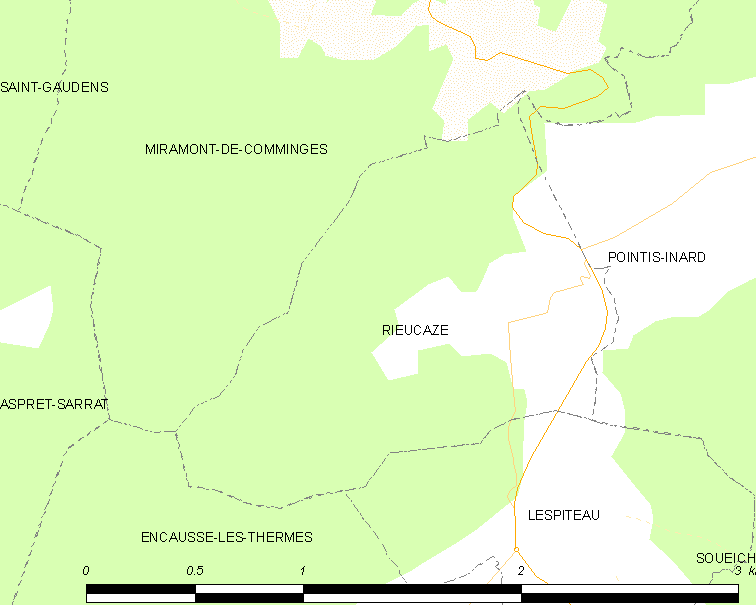
Карта коммуны

Коммуна расположена приблизительно в 660 км к югу от Парижа, в 85 км к юго-западу от Тулузы.
На востоке коммуны протекает река Жер. Около половины территории коммуны занимают леса.

## Климат
Климат умеренно-океанический. Зима мягкая и снежная, весна характеризуется сильными дождями и грозами, лето сухое и жаркое, осень солнечная. Преобладают сильные юго-восточные и северо-западные ветры.

## Население
Население коммуны на 2010 год составляло 46 человек.
| 1962 | 1968 | 1975 | 1982 | 1990 | 1999 | 2010 |
| ---- | ---- | ---- | ---- | ---- | ---- | ---- |
| 67   | 47   | 43   | 50   | 48   | 37   | 46   |

## Администрация
| Период | Период | Фамилия       | Партия | Примечания |
| ------ | ------ | ------------- | ------ | ---------- |
| 2001   | 2008   | Жан-Мари Казо |        |            |
| 2008   | 2020   | Клодет Мелен  |        |            |

## Экономика
В 2010 году среди 29 человек трудоспособного возраста (15—64 лет) 24 были экономически активными, 5 — неактивными (показатель активности — 82,8 %, в 1999 году было 59,1 %). Из 24 активных жителей работали 21 человек (13 мужчин и 8 женщин), безработных было 3 (3 мужчин и 0 женщин). Среди 5 неактивных 0 человек были учениками или студентами, 2 — пенсионерами, 3 были неактивными по другим причинам.

## Достопримечательности
- Церковь Нотр-Дам

## Фотогалерея

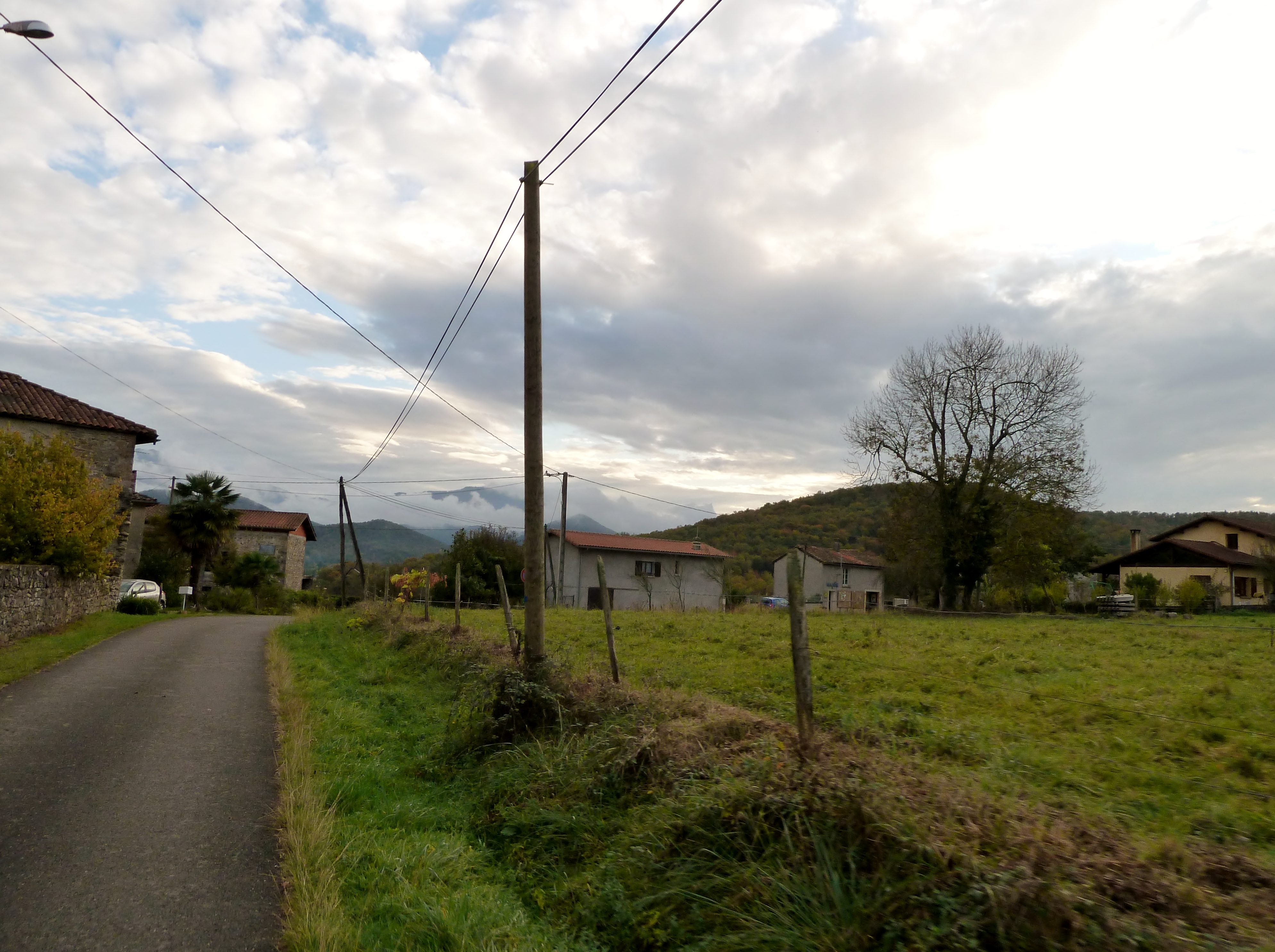
Рьёказе
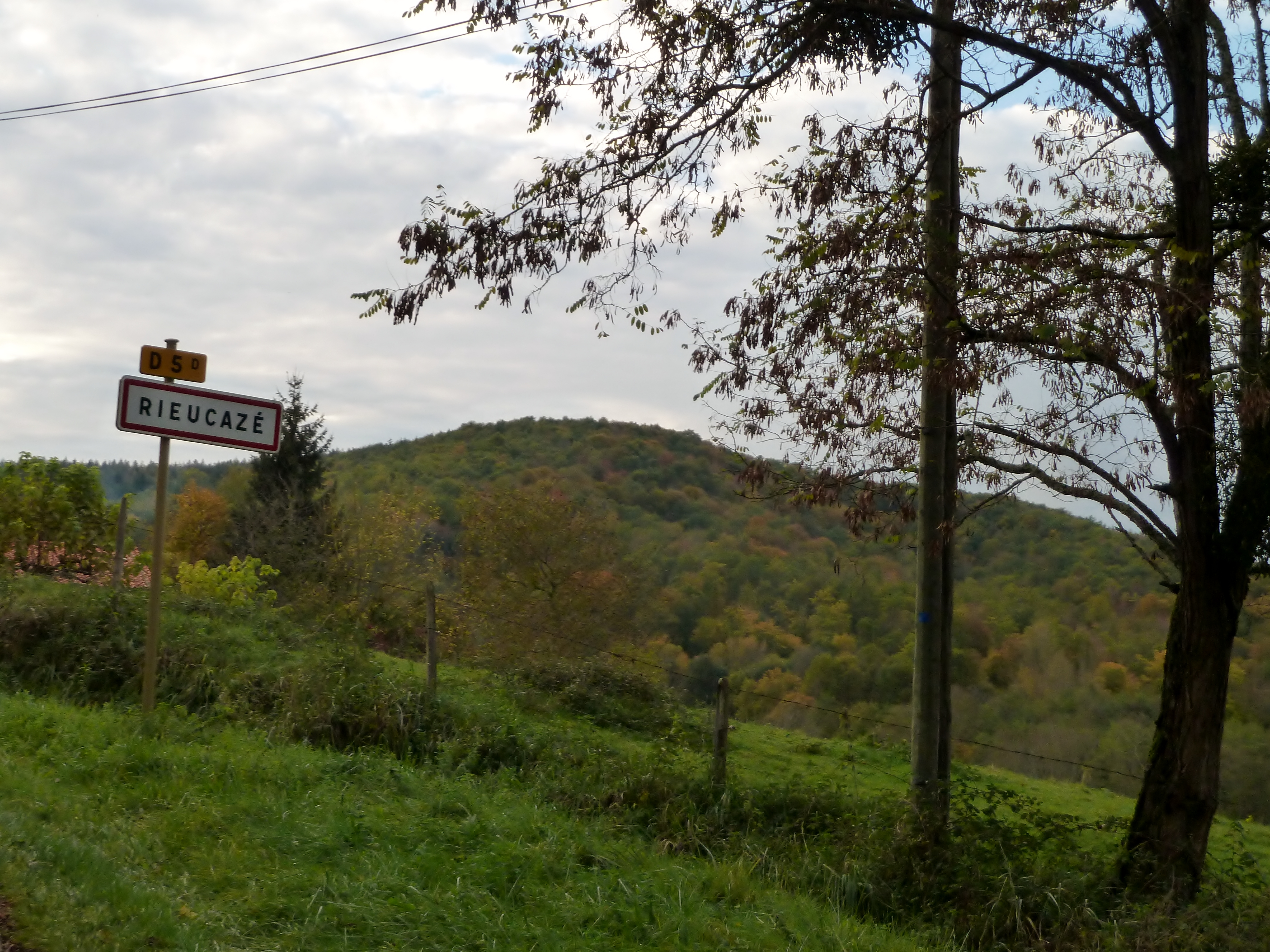
Въезд в Рьёказе
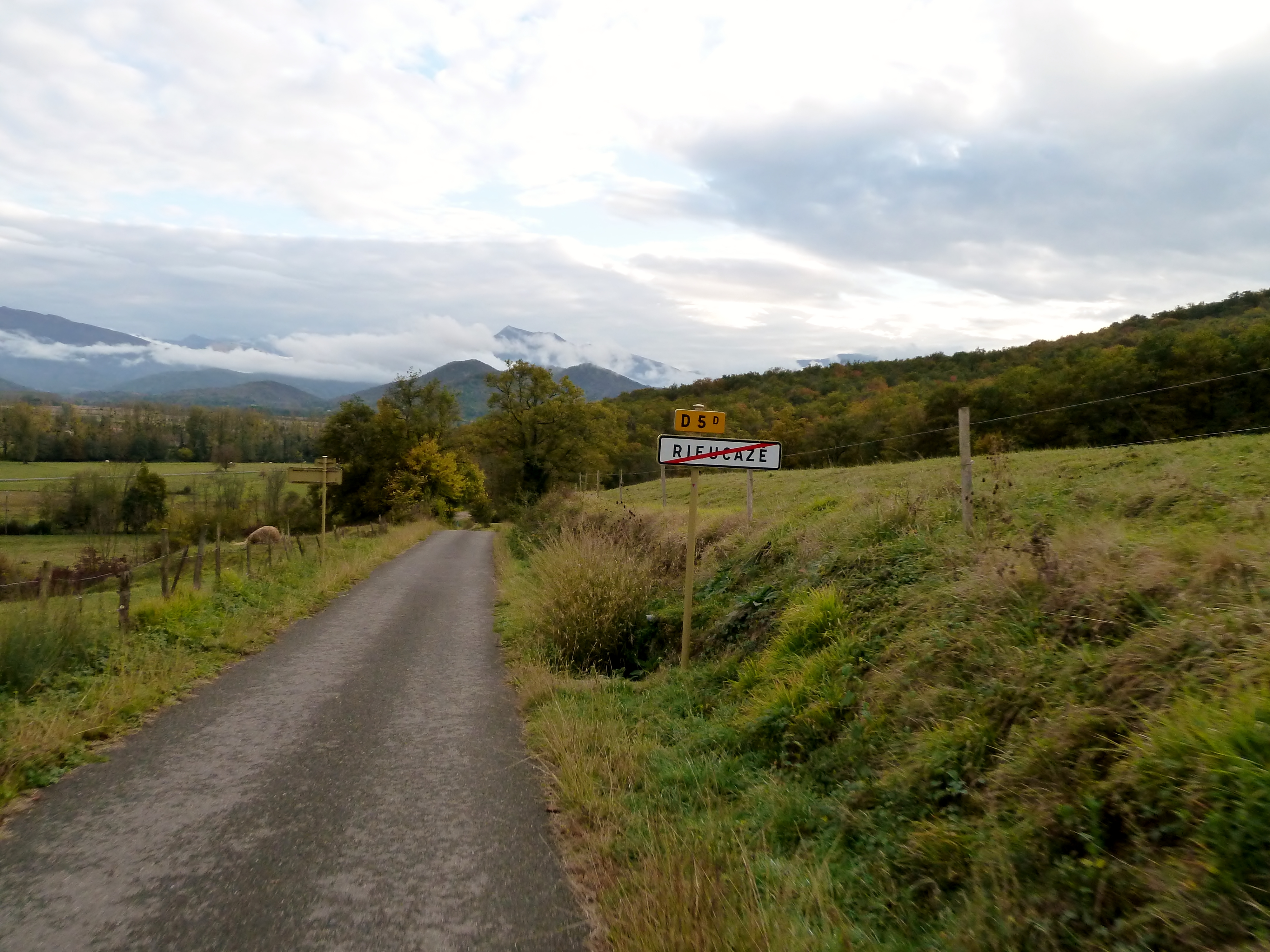
Выезд из Рьёказе
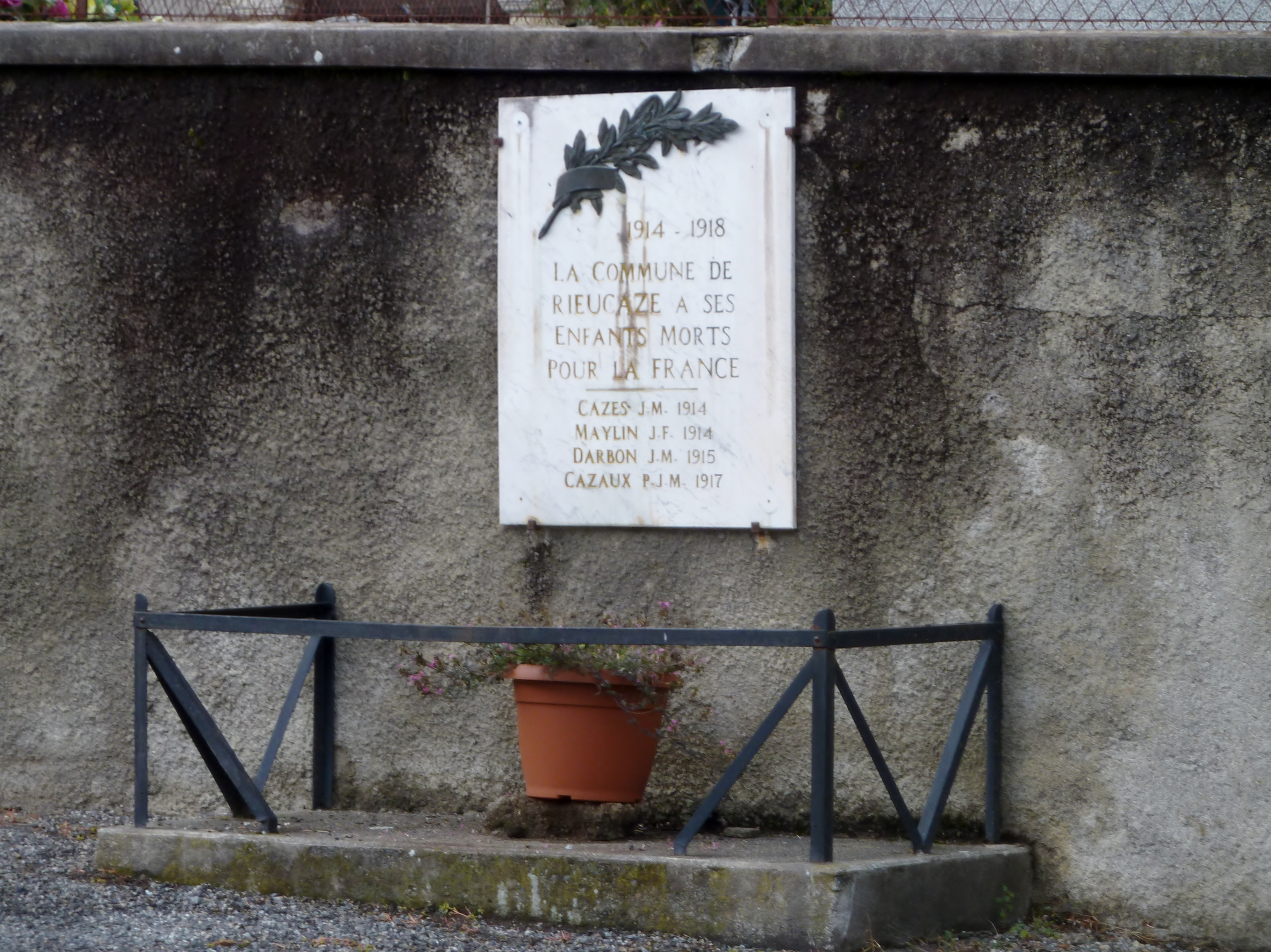
Военный мемориал